# 東京都道452号神田白山線

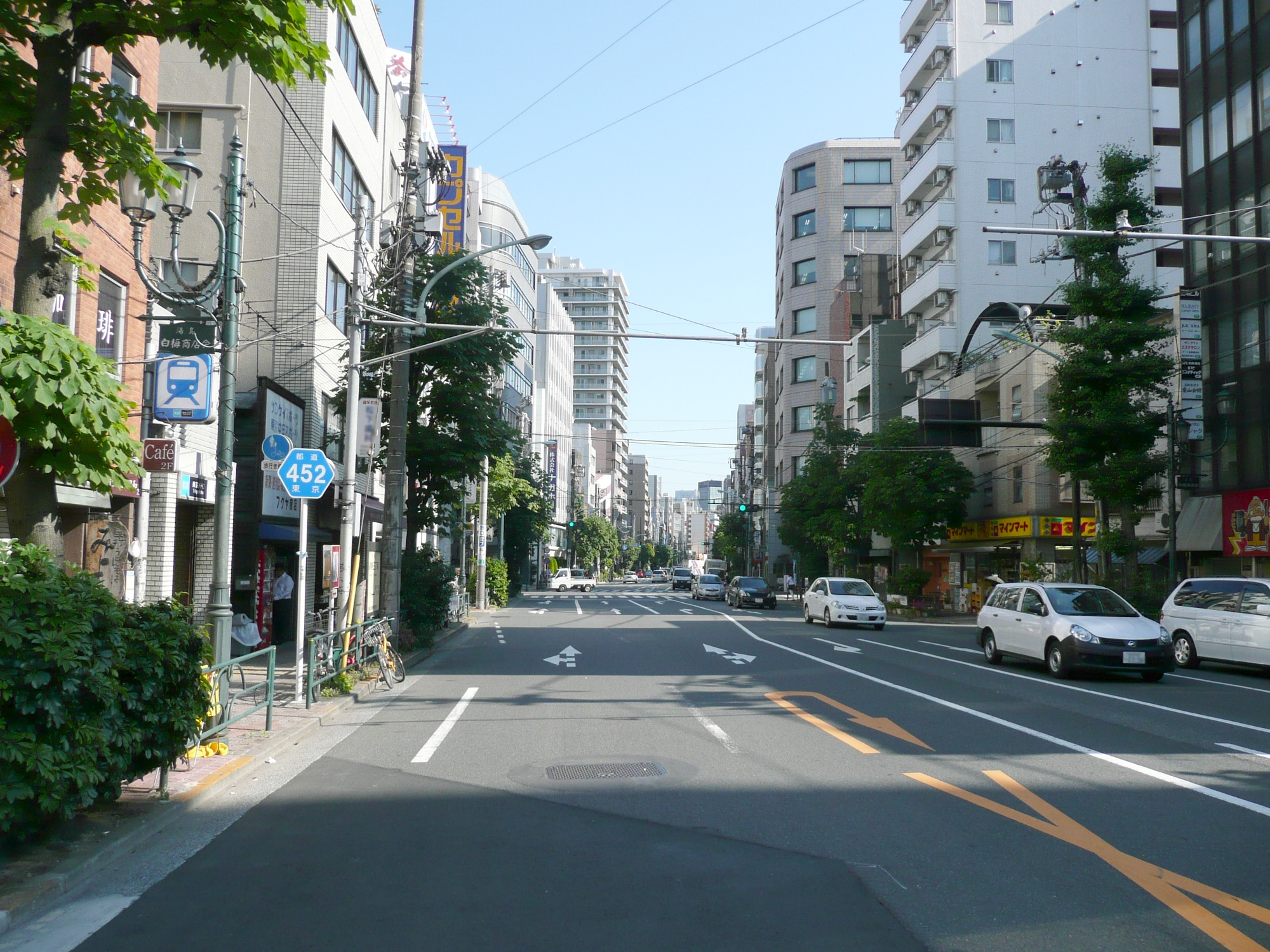
東京都道452号神田白山線（湯島駅前にて、2010年6月）

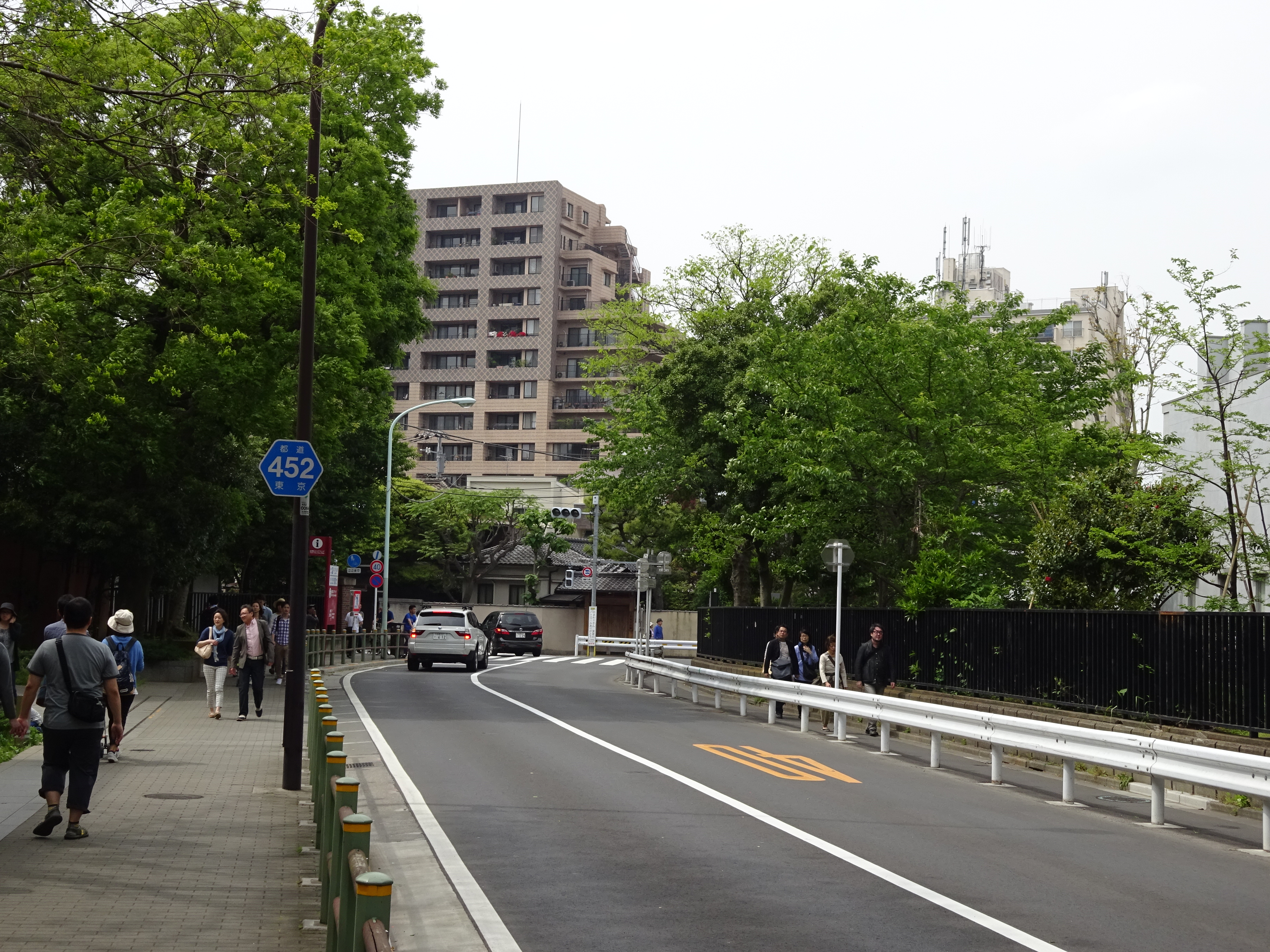
東京芸術大学付近（2016年5月）

東京都道452号神田白山線（とうきょうとどう452ごう かんだはくさんせん）は、東京都千代田区と文京区を結ぶ特例都道。

## 概要
- 起点：千代田区外神田二丁目（神田明神下交差点、国道17号交点）
- 終点：文京区向丘二丁目（白山上交差点、国道17号・東京都道301号支線交点）

## 通称
- 昌平橋通り：神田明神下交差点 - 池之端一丁目交差点
- 不忍通り：池之端一丁目交差点 - 上野四丁目交差点
- 中央通り：上野四丁目交差点 - 上野駅前交差点
- 昭和通り：上野駅前交差点 - 北上野交差点

## 通過する自治体
- 千代田区
- 文京区
- 台東区

## 重複区間
- 東京都道437号秋葉原雑司ヶ谷線：池之端交差点 - 上野駅前交差点
- 国道4号：上野駅前交差点 - 北上野交差点

## 通行規制区間
- 上野桜木一丁目地内の約120m：起点方向への車両一方通行

## 交差・接続する道路
| 交差する道路                                             | 交差する道路                                             | 所在地   | 所在地         | 交差点名    |
| -------------------------------------------------------- | -------------------------------------------------------- | -------- | -------------- | ----------- |
| 国道17号（昌平橋通り） 神田、日本橋、外堀通り方面        |                                                          |          |                |             |
| 国道17号※起点                                            | 国道17号※起点                                            | 千代田区 | 外神田二丁目   | 神田明神下  |
| （蔵前橋通り）                                           | （蔵前橋通り）                                           | 千代田区 | 外神田六丁目   | 妻恋坂      |
| 東京都道453号本郷亀戸線（春日通り）                      | 東京都道453号本郷亀戸線（春日通り）                      | 文京区   | 湯島三丁目     | 湯島天神下  |
| 東京都道437号秋葉原雑司ヶ谷線（不忍通り）                | 東京都道437号秋葉原雑司ヶ谷線（不忍通り）                | 台東区   | 池之端一丁目   | 池之端1丁目 |
| 東京都道437号秋葉原雑司ヶ谷線（中央通り）                | 東京都道437号秋葉原雑司ヶ谷線（中央通り）                | 台東区   | 上野四丁目     |             |
| 国道4号（昭和通り）                                      | 東京都道463号上野月島線（浅草通り）                      | 台東区   | 上野七丁目     | 上野駅前    |
| 国道4号（昭和通り）                                      | 国道4号（昭和通り）                                      | 台東区   | 下谷一丁目     | 北上野      |
| 東京都道319号環状三号線（言問通り）                      | 東京都道319号環状三号線（言問通り）                      | 台東区   | 上野桜木二丁目 | 上野桜木    |
| 東京都道437号秋葉原雑司ヶ谷線（不忍通り）                | 東京都道437号秋葉原雑司ヶ谷線（不忍通り）                | 文京区   | 千駄木三丁目   | 団子坂下    |
| 東京都道455号本郷赤羽線（本郷通り）                      | 東京都道455号本郷赤羽線（本郷通り）                      | 文京区   | 向ヶ丘二丁目   | 向丘2丁目   |
| 東京都道301号白山祝田田町線・支線（旧白山通り） 国道17号 | 東京都道301号白山祝田田町線・支線（旧白山通り） 国道17号 | 文京区   | 白山一丁目     | 白山上      |